# Sympiesis obscura
Sympiesis obscura är en stekelart som först beskrevs av William Harris Ashmead 1904.  Sympiesis obscura ingår i släktet Sympiesis och familjen finglanssteklar. Inga underarter finns listade i Catalogue of Life.